# 谢六逸
谢六逸（1898年8月12日—1945年8月8日），名光燊，字六逸，笔名宏徒、鲁愚，贵州贵阳人，中国作家、翻译家。他被认为是现代中国新闻教育事业的奠基人之一。

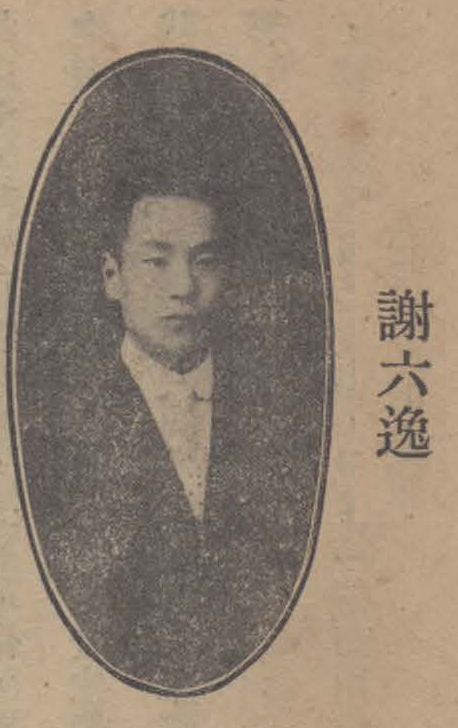
說明1

## 生平
1898年8月12日，谢六逸出生在贵阳。1917年，他以官费生的身份赴日留学，就读于早稻田大学。回国后，任商务印书馆编辑，参与了《综合英汉大辞典》的修订。
1930年任上海复旦大学中文系主任，并创建了新闻系。1937年年底，谢六逸携家辗转回到家乡贵阳，任大夏大学教授兼文学院院长。

## 观点
他曾提出，新闻工作者要有“史德、史才、史识”三大条件。